# Thalmühle (Gesees)
Thalmühle ist ein Gemeindeteil der Gemeinde Gesees im Landkreis Bayreuth (Oberfranken, Bayern). Thalmühle liegt in der Gemarkung Gesees.

## Geografie
Die Einöde liegt am Funkenbach, einem rechten Zufluss der Mistel. Ein Anliegerweg führt den Funkenbach entlang nach Mistelbach (0,7 km nordwestlich) bzw. nach Gesees zur Kreisstraße BT 5 (1,1 km südöstlich).

## Geschichte
1536 ließ Nickel Herdegen von Culm unterhalb des Dorfes Gesees in dem Tal am Funkenbach eine Mühle erbauen, die im 17. Jahrhundert jahrzehntelang wüst lag.
Lange Zeit lag die Mühle am Weg des letzten Postreiters aus Spänfleck. In heimatkundlichen Erzählungen wird die Thalmühle teils skurril erwähnt, zum Beispiel im evangelischen Gemeindebrief mit dem Wortlaut: „Leichen von Näß, Pettendorf, Pittersdorf, Eichenreuth, Hohenfichten, Spänfleck, Steinmühle, Thalmühle werden in der Mitte des Kirchweges (auf dem Brücklein) zwischen dem ersten und zweiten Pfarrhause von den Trägern abgesetzt“.
Thalmühle gehörte zur Realgemeinde Gesees. Gegen Ende des 18. Jahrhunderts bestand Thalmühle aus einem Anwesen. Die Hochgerichtsbarkeit stand dem bayreuthischen Stadtvogteiamt Bayreuth zu. Das bayreuthische Amt St. Johannis war Grundherr der Mühle.
Von 1797 bis 1810 unterstand der Ort dem Justiz- und Kammeramt Bayreuth. Mit dem Gemeindeedikt wurde Thalmühle dem 1812 gebildeten Steuerdistrikt Gesees und der zugleich gebildeten Ruralgemeinde Gesees zugewiesen.

### Einwohnerentwicklung
| Jahr      | 001819 | 001822 | 001861 | 001871 | 001885 | 001900 | 001925 | 001950 | 001961 | 001970 | 001987 |
| Einwohner | *      | 6      | 7      | 9      | 9      | 4      | 4      | 8      | 4      | 8      | 1      |
| Häuser    |        | 1      |        |        | 1      | 1      | 1      | 1      | 1      |        | 1      |
| Quelle    | [ 10 ] | [ 7 ]  | [ 11 ] | [ 12 ] | [ 13 ] | [ 14 ] | [ 15 ] | [ 16 ] | [ 17 ] | [ 18 ] | [ 1 ]  |

## Die Mühle
Über die Jahrhunderte wurde die Thalmühle vielmals umgebaut. Aus ehemals mehreren Gebäuden (Mühle, Stall und Wohnhaus) wurde wahrscheinlich im Jahre 1863 ein einziges Haus. 1936 wurde der obere Stock des Gebäudes abgerissen und neu gebaut. 1954 brannte der Mühlenteil nieder und wurde kleiner wieder aufgebaut. Durch das Feuer verlor die Mühle das Mühlrad.
Teile des ehemaligen Kreuzgewölbes und der Mühlkanal sind erhalten. Durch die Komplettsanierung im Jahr 2007 wurden zahlreiche alte Gebäudeteile wieder aufgedeckt und in ein Wohnhaus integriert. Das Gebäude kann nicht besichtigt werden.

## Religion
Thalmühle ist evangelisch-lutherisch geprägt und nach St. Marien (Gesees) gepfarrt.